# 헛제삿밥

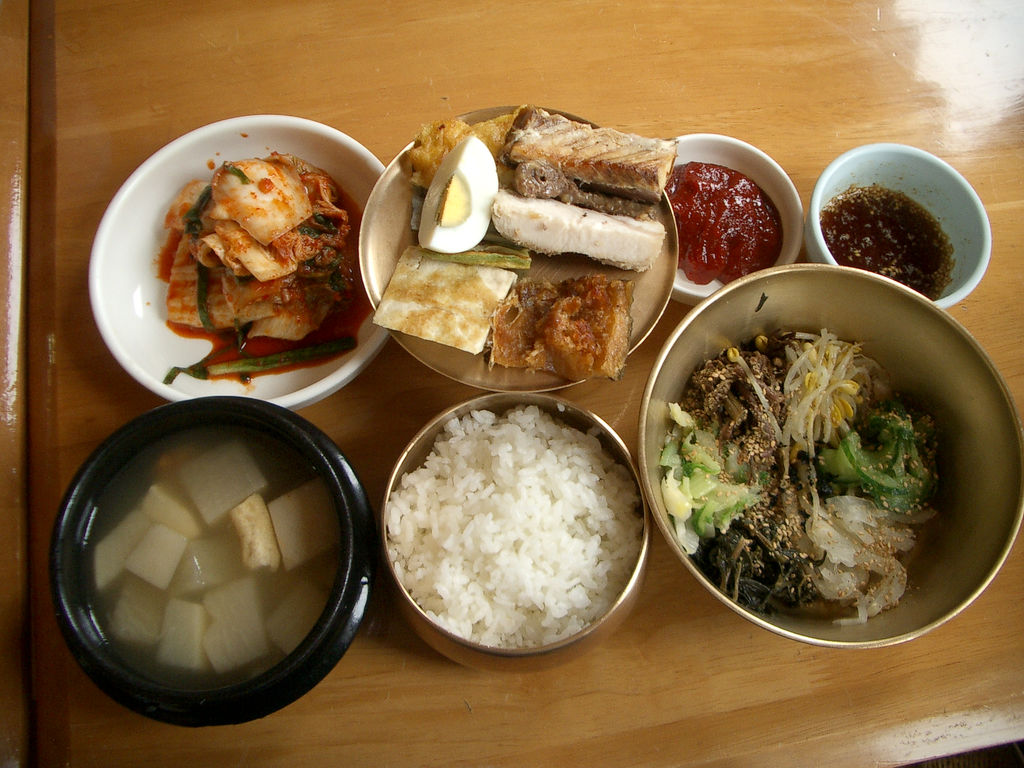
헛제삿밥의 모습.

헛제삿밥은 대한민국의 전통음식이며 흔히 쓰이는 고추장 대신 간장과 함께 비벼먹는 일종의 비빔밥이라고 할 수 있다. 헛제삿밥은 주로 여러 가지 나물을 흰 밥 위에 놓아 구성한다. 또한 불에 구운 고기와 전 몇 가지도 함께 준비한다.

## 유래
이 요리는 조선 시대 유학자들이 살면서 공부하기로 유명한 곳인 경상도 안동에서 비롯하였다. 헛제삿밥은 말 그대로 "헛(참되지 못한) 연간 제사를 위한 밥"을 뜻한다.
옛날에는 밥과 음식이 부족했기에 조선 시대에 살았던 몇 명의 학자들이 헛제사를 위한 음식을 준비하여 헛제사를 열어 맛있는 제사음식을 즐겼다는 설이 있다. 또, 제사를 지내지 못했던 일반사람(상민)들이 헛제사를 열어 제사 음식을 즐겼다는 설도 있다.

## 상품화 과정
1974~1976년 사이 안동댐 건설로 수몰위기에 처한 각종 문화재와 가옥들이 현재 안동 민속 박물관 근처로 옮겨졌고 일부 가옥에서 안동의 전통음식만을 팔도록 하면서 그 시기에 헛제삿밥이 처음 식당에 등장했던 것으로 보인다.
1978년 안동시 정책의 일환으로 다른 많은 식당에서도 헛제삿밥을 판매 함에 따라 본격적인 상품화가 시작되었다.

## 효능
헛제삿밥 상차림에 포함된 해산물은 비타민과 무기질이 풍부하여 건강에 이롭다.
숙주나물은 인체의 독소를 제거하고 우울증, 신경과민, 빈혈을 예방할 수 있다.
고사리는 식이 섬유가 풍부하여 변비예방과 붓기를 가라앉히는 효과가 있다.

## 비슷한 음식
안동헛제삿밥과 비슷한 음식으로 대구헛제삿밥과 진주헛제삿밥을 예로 들 수 있다.
대구헛제삿밥은 돔배기(상어고기)가 올라가는 것이 특징이며 진주헛제삿밥은 후식으로 진주유과와 감주가 올라오는 것이 특징이다

## 조리법

### 나물
말린 고사리는 물에 불린 후 물기를 꼭 짜고 기름에 볶아 소금으로 간을 한다. 시금치는 손질한 후 끓는 물에 소금을 넣고 살짝 데쳐낸 후 물기를 꼭 짜고 소금으로 간을 하여 무친다. 콩나물은 대가리와 꼬리를 따 내어 정리한 후 기름에 볶다가 물을 둘러 익힌다. 도라지는 세로로 길게 찢은 후, 쓴맛을 제거한 다음 기름에 볶아 소금으로 간을 한다. 무는 굵직하게 채 썰어 기름에 볶다가 물을 둘러 익힌다. 이렇게 준비한 고사리·시금치·콩나물·도라지·무 등의 나물을 큰 그릇에 모두 담아 밥과 함께 낸다.

### 탕(육탕)
소고기를 넣은 육탕, 북어 등 어물을 이용한 어탕, 채소만으로 끓여낸 채탕 등을 올린다. 때로는 삼탕을 모두 같이 섞은 막탕을 내기도 한다. 육탕은 우선 무를 깍둑썰기를 하거나 나박썰기를 한다. 솥에 참기름을 두르고 소고기와 무를 볶다가 육수를 부어 은근하게 끓인다. 이때 육수는 소고기의 사태나 양지를 찬물에 담가 핏물을 뺀 후 푹 삶은 국물을 사용한다. 간은 소금과 국간장으로 하되 국물이 맑은 빛을 띠게 한다.

### 전
전은 주로 동태전·배추전·두부전 등을 올린다. 특히 배추전은 안동 지역의 대표적인 향토음식 중 하나로 제사뿐만 아니라 길사나 흉사, 그리고 간식에 이르기까지 어디에도 빠지지 않고 등장하는 전통음식이다. ‘배추적’이라고 부르는 배추전은 안동과 그 인접한 지역에서 즐겨 먹는데, 다른 전에서는 찾아보기 힘든 아삭한 식감을 자랑하는 별미이다. 다른 지역에서는 좀처럼 찾아보기 어렵다.
각 전을 만드는 방법은 다음과 같다. 동태전의 경우, 동태는 껍질을 벗기고 뼈를 발라낸 후 얇게 포를 뜬다. 소금을 살짝 뿌렸다가 밀가루를 앞뒤로 묻혀 기름을 두른 팬에 지져낸다. 배추전은 배추 줄기의 밑부분을 칼등으로 두드려 펴준 뒤 엷게 푼 밀가루 물을 앞뒤로 묻혀 기름을 두른 팬에 지져낸다. 두부전의 두부는 넓고 얇게 썰어 소금을 뿌려 둔다. 마른 천으로 물기를 제거한 후 기름을 두른 팬에 지져낸다.

### 산적
재료를 길쭉길쭉하게 썰어 꼬치에 꿰어 구워낸 음식으로, 쇠고기산적·문어산적·상어산적 등을 올린다. 특히 상어와 문어는 안동 지역의 전통적인 향토음식이다. 안동은 바다와 인접하지 못하기 때문에 상어를 비롯하여 문어나 간고등어, 가오리 등과 같이 장기간 운반·보관하더라도 상하지 않고 보존이 가능한 생선류를 즐겨 먹었다. 이러한 생선류는 별미이기도 하거니와 중요한 단백질의 공급원이기도 했다.
상어고기는 토막토막 판다고 하여 돔베기라고도 부르는데, 제사에서 매우 중요한 생선이다. 문어 역시 안동 지역의 제사에서 절대로 빠져서는 안 되는 음식이다. 안동 지역 사람들은 문어는 한자로 글월문자[文]를 사용하기 때문에 선비의 정신에 부합되는 생선이라 생각했다. 유학을 숭상하고, 학자를 많이 배출한 안동이기에 문어가 가진 상징성은 더욱 중요하게 부각되었을 것이다. 각 산적을 만드는 방법은 다음과 같다.
- 쇠고기산적: 소고기는 오그라들지 않도록 칼등으로 충분히 두들긴 후 고기결의 방향으로 가늘고 길게 썰어 소금을 뿌려둔다. 꼬치에 끼운 후 채반에 얹어 쪄내거나 앞뒤로 밀가루를 살짝 묻혀 기름을 두른 팬에 지져낸다.
- 상어산적: 상어는 1cm 정도의 두께로 포를 뜬 후 간장, 소금, 물, 청주, 참기름 등으로 맛을 낸 양념장으로 밑간을 하여 햇빛에 말린다. 3~4시간 정도 말려 물기가 제거되면 적당한 크기로 넓고 길게 잘라 꼬치에 끼운 후 채반에 얹어 쪄내거나 기름을 두른 팬에 지져낸다.
- 문어산적: 문어는 내장을 빼내고 빨판을 깨끗하게 씻어 손질한 다음 통째로 끓는 물에 데치거나 찜통에 쪄낸다. 머리와 다리 부분을 5cm 길이로 길쭉하게 잘라 꼬치에 끼워낸다.

### 생선찜(간고등어찜)
간고등어·상어·가오리·방어·조기 등을 사용한다. 생선은 음복을 할 때에 조각조각으로 나누어 먹기 때문에 ‘토막고기’라고 부르기도 한다. 이중에서 특히 안동 간고등어는 상하지 않도록 왕소금에 절여 운반한 고등어이다. 예부터 “고등어 껍질에 밥을 싸먹으면 부자도 3년이면 망한다.”는 말이 전해질 정도로 비싸고도 맛있는 생선으로 여겨져 왔다. 먼저 깨끗이 손질한 간고등어를 김이 오른 채반에 놓고 쪄내거나 석쇠에 구워 낸다. 고등어 자체에 간이 되어 있으므로 따로 양념을 하지는 않는다.

## 같이 보기
- 제사
- 비빔밥